# キム・ウォーウィック
キム・ウォーウィック（Kim Warwick, 1952年4月8日 - ）は、オーストラリア・ニューサウスウェールズ州シドニー市出身の元男子プロテニス選手。1980年の全豪オープン男子シングルス準優勝者。1970年代後半から1980年代前半にかけて、オーストラリアを代表するダブルスの名手として活躍し、4大大会で男子ダブルス4勝、混合ダブルス2勝を挙げた。ATPツアーではシングルス3勝、ダブルス26勝を挙げたが、準優勝が1980年全豪オープンを含めて8つあった。
ウォーウィックは少年時代、オーストラリアの名コーチであるビクトル・エドワーズの“秘蔵っ子”として知られた。エドワーズはイボンヌ・グーラゴングを育てたコーチであり、ウォーウィックとグーラゴングは1972年に混合ダブルスでペアを組んだ。2人は全仏オープンで地元フランスペアのジャン・クロード・バークレー＆フランソワーズ・デュール組を 6-2, 6-4 で破り、続くウィンブルドンでもイリ・ナスターゼ＆ロージー・カザルス組との決勝まで進出したが、ナスターゼとカザルスには 4-6, 4-6 で敗れた。その後しばらく低迷期があったが、1976年全仏オープン混合ダブルスでイラナ・クロス（南アフリカ）とペアを組み、4年ぶり2度目の優勝を果たす。ウォーウィックの4大大会男子ダブルス初優勝は、1978年全豪オープンであった。この大会で、ウォーウィックはポーランドのヴォイチェフ・フィバクと組み、決勝でポール・クロンク＆クリフ・レッチャー（ともにオーストラリア）組を 7-6, 7-5 で破って初優勝を決めた。パートナーのフィバクにとっては、これはポーランドの男子テニス選手として初めて獲得した4大大会タイトルであった。
それから2年後、1980年全豪オープンでウォーウィックは男子シングルス・男子ダブルスの2部門に決勝進出を果たした。当時の全豪オープン男子シングルスは、64名の選手による6回戦制で行われていた。第14シードのウォーウィックは、準決勝で大会3連覇を目指した第1シードのギレルモ・ビラスを 6-7, 6-4, 6-2, 2-6, 6-4 で破ったが、決勝ではブライアン・ティーチャー（アメリカ）に 5-7, 6-7, 2-6 のストレートで敗れて準優勝になった。男子ダブルスではマーク・エドモンドソンとペアを組んで優勝し、それ以後ウォーウィックはエドモンドソンとペアを組む機会が多くなった。1981年全豪オープンで、ウォーウィック＆エドモンドソン組は男子ダブルス2連覇を達成する。1982年はシングルスで好成績があり、全米オープンでイワン・レンドルとの準々決勝に進出した。
4年後の1985年、ウォーウィックとエドモンドソンは全仏オープン男子ダブルスで初優勝を飾り、このペアで4大大会3勝目を挙げた。2人は決勝でシュロモ・グリックスタイン（イスラエル）＆ハンス・シモンソン（スウェーデン）組に 6-3, 6-4, 6-7, 6-3 で競り勝った。ウォーウィックにとっては、1972年と1976年の混合ダブルス優勝以来、9年ぶり3個目の全仏オープンタイトルになる。ところが、半年後の全豪オープン男子ダブルス決勝で、ウォーウィックとエドモンドソンはポール・アナコーン（アメリカ）＆クリスト・バン・レンスバーグ（南アフリカ）組に 6-3, 6-7, 4-6, 4-6 で敗れ、4年ぶりの優勝を逃した。当時の全豪オープンは、1978年から1985年まで12月の年末開催であったため、1月開催となった現在の感覚とは大きく異なる点が注意を要する。
キム・ウォーウィックは「ジャパン・オープン」で何度か日本を訪れたこともあり、1977年の大会で単複の決勝進出があった。ダブルスでは同じオーストラリアのジェフ・マスターズとペアを組んで優勝したが、シングルス決勝ではマニュエル・オランテスに敗れている。彼のテニス経歴を通じて、ダブルスでは1987年まで優勝記録があり、通算「26勝」を獲得した。“エドワーズの秘蔵っ子”からスタートしたウォーウィックは、1989年に37歳で現役を引退した。

## 4大大会ダブルス優勝
- 全豪オープン　男子ダブルス：3勝（1978年・1980年・1981年）　［男子シングルス準優勝：1980年］
- 全仏オープン　男子ダブルス：1勝（1985年）／混合ダブルス：2勝（1972年・1976年）